# Spannum
Spannum est un village de la commune néerlandaise de Waadhoeke, dans la province de Frise.

## Géographie
Le village est situé dans l'ouest de la Frise, à 6 km au sud-est de Franeker.

## Histoire
Spannum fait partie de la commune d'Hennaarderadeel avant le 1er janvier 1984, puis de celle de Littenseradiel. Le 1er janvier 2018, cette dernière est supprimée et Spannum est intégré à la nouvelle commune de Waadhoeke.

## Démographie
Le 1er janvier 2018, le village comptait 290 habitants.